# アジア・ジャヤ駅
アジア・ジャヤ駅 （アジア・ジャヤえき、マレー語:Stesen Asia Jaya）は、マレーシアのクアラルンプールにある、ラピドKLクラナ・ジャヤ線の駅である｡

## 歴史
- 1998年9月1日開業

## 駅構造
島式ホーム1面2線をもつ高架駅である。